# Зорица Атанасовска
Зорица Атанасовска је српска филмска глумица позната по мањим, али запаженим улогама у домаћим филмовима. Публика ће је посебно памтити по улогама у серијалу филмова „Ћао, инспекторе“.
Прву улогу остварила је 1988. године у претпоследњем наставку „Лудих година“ под називом „Сулуде године“. 1989. године добија мању улогу у другом наставку југословенског филма о Лепој Брени: „Хајде да се волимо“, глумећи страну туристкињу. Исте године глуми проститутку у филму „Полтрон“. У другом делу фила „Ћао инспекторе“, под називом „Вампири су међу нама“, 1989. глумила је помоћницу доктора, стручњака за пресађивање људских органа, док се у четвртом делу истог филма „Дама која убија“, 1992. године појавила као заносна девојка коју Боки, главни јунак филма неуспешно покушава да освоји. Појављује се и у филму „Жикина женидба“ 1992. у улози Жикине удаваче.
Године 1992. остварује и прву већу улогу глумећи Секулину комшику у филму „Секула невино оптужен“. Године 1993. појављује се у филму „Боље од бекства“, док 1994. године остварује улогу у филму Драгане Мирковић, „Слатко од снова“ и у филму „Ни на небу ни на земљи“.
Медији су је доводили у романтичну везу са Капетаном Драганом, што је она негирала, тврдећи да се радило само о пријатељском односу.
У каснијим годинама бавила се естрадним менаџерством.